# Thomas Enevoldsen
Thomas Enevoldsen, född 27 juli 1987 i Ålborg, Danmark, är en dansk fotbollsspelare som spelar för Orange County SC och Danmarks landslag.
I februari 2018 värvades Enevoldsen av amerikanska Orange County SC.